# Liste der Statthalter von Arabia
Die Liste der Statthalter von Arabia enthält die bekannten Statthalter der römischen Provinz Arabia. Die Liste ist nicht vollständig.
Die Provinz Arabia wurde im Jahr 106 nach der Annexion des Nabatäerreichs unter Trajan (98–117) eingerichtet. Unter Diokletian (284–305) wurde die Provinz im Rahmen einer Verwaltungsreform in kleinere Provinzen unterteilt (Siehe Liste der römischen Provinzen ab Diokletian); die Nachfolgerprovinzen wurden dann Teil der Dioecesis Orientis.

## Kaiserzeit
Der Statthalter war im Normalfall ein ehemaliger Praetor; das Amtsjahr dauerte i. d. R. vom 1. Juli eines Jahres bis zum 30. Juni des Folgejahres.
Für den Zeitraum von 106 bis 133 n. Chr. folgt die Zuordnung der Statthalter zu den einzelnen Amtsjahren i. d. R. Werner Eck; andere Datierungen sind in der Spalte Anmerkung angegeben.
| Datierung             | Name                                  | Konsul | Anmerkung                    |
| --------------------- | ------------------------------------- | ------ | ---------------------------- |
| 106/107 bis 115/116   | C. Claudius Severus                   | 112    | Eck S. 343–359, 213          |
| 116/117 bis 118/119   | Q. Coredius Gallus Gargilius Antiquus | 119    | Eck S. 361–362, 148–150, 213 |
| * 123/124 bis 125/126 | Ti. Iulius Iulianus Alexander         | 126?   | Eck S. 158–162, 213          |
| * 126/127 bis 128/129 | T. Aninius Sextius Florentinus        |        | Eck S. 163–166, 213          |
| * 129/130 bis 132/133 | T. Haterius Nepos                     | 134    | Eck S. 167–173, 213          |

1. ↑    - Der Statthalter ist für ein bestimmtes Kalenderjahr in der Provinz belegt. Es ist aber unsicher, ob er in dem Jahr schon oder noch in der Provinz war. Daher ist in diesem Fall immer die Wahl zwischen zwei Amtsjahren, da diese jeweils vom 1. Juli bis zum 30. Juni dauerten (Werner Eck, Chiron, Band 12, S. 282).

| Datierung                        | Name                                      | Konsul   | Anmerkung                                |
| -------------------------------- | ----------------------------------------- | -------- | ---------------------------------------- |
| 141 bis 144                      | L. Aemilius Carus                         | 144      |                                          |
| 144                              | Sex. Cocceius Severianus Honorinus        | 147      |                                          |
| 162 bis 166/167?                 | P. Iulius Geminius Marcianus              | 167?     |                                          |
| um 165 bis 167                   | Q. Antistius Adventus Postumius Aquilinus | 167?     |                                          |
| vor 169/171                      | Ignotus                                   |          | (CIL 6, 41119)                           |
| 175/177                          | Iulius Firmanus                           |          | (ZPE-163-296) Speidel S. 296             |
| Mark Aurel                       | Claudius Modestus                         |          | RE:Claudius 241a Fiema S. 200: 167/169   |
| Mark Aurel                       | Q. Lollius Germanicianus                  |          |                                          |
| 193/194                          | P. Aelius Severianus Maximus              |          | (AE 2000, 1530) RE:Aelius 138            |
| 198 bis 200 oder 202/203 bis 204 | Q. Aiacius Modestus Crescentianus         | 198/205  |                                          |
| ca. 200 bis 203                  | L. Marius Perpetuus                       | um 204   |                                          |
| 211/217                          | Cl(audius) Quintianus                     |          | Dat. EDCS: 211/217 Fiema S. 183: 169/177 |
| 213 bis 214                      | Sex. Furnius Iulianus                     |          |                                          |
| 214 bis 215?                     | L. Alfenus Avitianus                      | 215/216  |                                          |
| 216 bis 217?                     | Q. Flavius Balbus                         |          |                                          |
| 217/218                          | Pica Caerianus                            |          |                                          |
| 219/220                          | Flavius Iulianus                          |          |                                          |
| ca. 221 bis 222                  | P. Plotius Romanus                        |          |                                          |
| Severus Alexander                | Cl(audius) Sollemnius Pac[atianus]        |          | (CIL 3, 94) RE:Claudius 353              |
| ca. 238/239 bis 239/240          | M. Domitius Valerianus                    | 238/239? |                                          |
| 253 bis 256                      | M. Aelius Aurelius Theo                   |          |                                          |
| vermutlich 256 bis 259           | Virius Lupus                              | 278      |                                          |

## Nicht datierbar
Die folgenden Personen sind als Statthalter im 2. oder 3. Jahrhundert belegt, eine Datierung ist aber nicht möglich.
| Name                                         | Anmerkung                                                                             |
| -------------------------------------------- | ------------------------------------------------------------------------------------- |
| [Apoll]inaris                                | (AE 2011, 1496)                                                                       |
| M. Caecilius Fuscianus Crepereianus Floranus | (AE 1957, 271) RE:Caecilius 56                                                        |
| Pomponius Secundinus                         | (AE 1947, 164) RE:Pomponius 71: möglicherweise identisch mit P. Pomponius Secundianus |